# ألان أوكس
ألان أوكس (بالإنجليزية: Alan Oakes)‏ هو لاعب كرة قدم ومدرب كرة قدم بريطاني في مركز الوسط، ولد في 7 سبتمبر 1942 في Winsford ‏ في المملكة المتحدة. لعب مع بورت فايل ومانشستر سيتي ونادي تشستر سيتي. هو ابن عم زميله السابق جلين باردو، وعم المدافع كريس بلاكبيرن، ووالد حارس المرمى السابق مايكل أوكس.